# گودین
گودین، شهری از توابع بخش مرکزی شهرستان کنگاور در استان کرمانشاه ایران است.
این شهر شرقی ترین نقطه استان کرمانشاه از لحاظ مختصات جغرافیایی و مسکونی بودن است.

## زبان
زبان مردم شهر گودین لری است که تا اندازه ایی به گویش لری مردم ملایر شبیه است.

## تاریخچه
گودین تا تیرماه ۱۳۹۲ روستایی از توابع بخش مرکزی شهرستان کنگاور و مرکز دهستان گودین بود. در آن تاریخ هیئت وزیران بنا به پیشنهاد وزارت کشور و «با توجه به بافت جغرافیایی منطقه و با هدف توزیع بهینه و عادلانه خدمات» با تبدیل آن به شهر موافقت کرده و تأسیس شهرداری را در آن بلامانع دانست.

## جمعیت
این شهر دراستان کرمانشاه قرار دارد و براساس سرشماری مرکز آمار ایران در سال ۱۳۹۵، جمعیت آن ۲٬۶۲۹ نفر بوده‌است.